# Bisbat de Srikakulam
El bisbat de Srikakulam (hindi: శ్రీకాకుళం డియోసెస్; llatí: Dioecesis Srikakulamensis) és una seu de l'Església catòlica a Índia, sufragània de l'arquebisbat de Visakhapatnam. Al 2017 tenia 84.124 batejats d'un total de 3.808.756 habitants. Actualment està regida pel bisbe Vijaya Kumar Rayarala, P.I.M.E.

## Territori
La diòcesi comprèn el districte de Srikakulam i els taluks de Kurupam, Parvathipuram, Cheepurupalli i Gummalakshmipuram al districte de Vizianagaram, a l'extrem nord-est de l'estat indi del Andhra Pradesh.
La seu episcopal és la ciutat de Srikakulam, on es troba la catedral de Santa Maria de la Misericòrdia.
El territori s'estén sobre 8.524km² i està dividit en 36 parròquies.

## Història
La diòcesi fou erigida l'1 de juliol de 1993 mitjançant la butlla Ad aptius fovendum del papa Joan Pau II, prenent el territori de la diòcesi de Visakhapatnam (avui arxidiòcesi).
Originàriament sufragània de l'arquebisbat de Hyderabad, el 16 d'octubre de 2001 passà a formar part de la província eclesiàstica de l'arquebisbat de Visakhapatnam.

## Cronologia episcopal
- Innayya Chinna Addagatla (1 de juliol de 1993 - 12 de desembre de 2018 jubilat)
- Vijaya Kumar Rayarala, P.I.M.E., des del 16 de juliol de 2019

## Estadístiques
A finals del 2017, la diòcesi tenia 84.124 batejats sobre una població de 3.808.756 persones, equivalent al 2,2% del total.
| any  | població | població  | població | sacerdots | sacerdots       | sacerdots       | sacerdots             | diaques | religiosos | religiosos | parroquies |
| ---- | -------- | --------- | -------- | --------- | --------------- | --------------- | --------------------- | ------- | ---------- | ---------- | ---------- |
| any  | batejats | total     | %        | total     | clergat secular | clergat regular | batejats por sacerdot | diaques | homes      | dones      |            |
| 1999 | 49.400   | 2.967.191 | 1,7      | 36        | 20              | 16              | 1.372                 |         | 18         | 95         | 22         |
| 2000 | 52.648   | 2.970.191 | 1,8      | 37        | 22              | 15              | 1.422                 |         | 17         | 88         | 22         |
| 2001 | 53.240   | 2.970.191 | 1,8      | 36        | 21              | 15              | 1.478                 |         | 16         | 87         | 22         |
| 2002 | 55.205   | 2.995.280 | 1,8      | 34        | 22              | 12              | 1.623                 |         | 16         | 90         | 22         |
| 2003 | 57.515   | 3.001.280 | 1,9      | 38        | 20              | 18              | 1.513                 |         | 22         | 94         | 22         |
| 2004 | 59.670   | 3.001.980 | 2,0      | 37        | 23              | 14              | 1.612                 |         | 16         | 98         | 24         |
| 2010 | 63.976   | 3.311.000 | 1,9      | 44        | 31              | 13              | 1.454                 |         | 18         | 115        | 29         |
| 2014 | 69.165   | 3.257.000 | 2,1      | 54        | 40              | 14              | 1.280                 |         | 17         | 101        | 33         |
| 2017 | 84.124   | 3.808.756 | 2,2      | 66        | 49              | 17              | 1.274                 |         | 25         | 105        | 36         |